# الکساندر کوژونیکوف
الکساندر کوژونیکوف (اوکراینی: Олександр Дмитрович Кожевніков؛ زادهٔ ۱۷ آوریل ۲۰۰۰) بازیکن فوتبال اهل اوکراین است.
وی همچنین در تیم‌های ملی فوتبال Ukraine national under-17 football team و Ukraine national under-18 football team بازی کرده‌است.